# Cottenchy
Cottenchy é uma comuna francesa na região administrativa de Altos da França, no departamento de Somme. Estende-se por uma área de 10,73 km². Em 2010 a comuna tinha 743 habitantes (densidade: 69,2 hab./km²).